# Nikolaus Braun

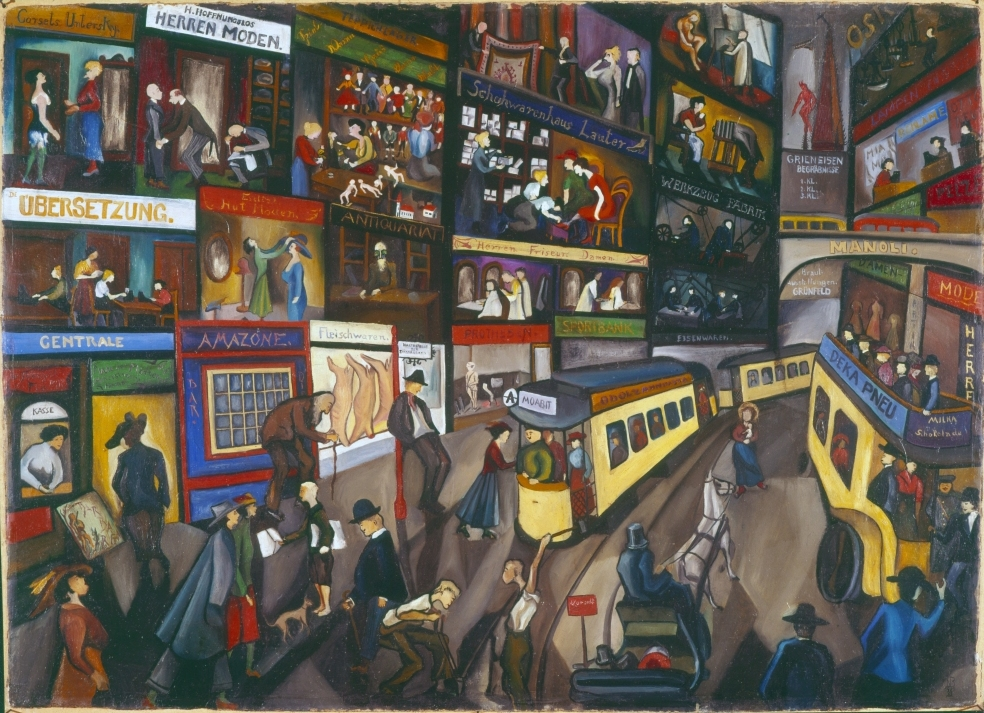
Nikolaus Braun: Berliner Straßenszene, 1921 (Berlinische Galerie)

Nikolaus Bela Braun (* 17. Januar 1900 in Berlin; † 17. Oktober 1950 in New York City) war ein deutscher Maler, der in der Zeit des Nationalsozialismus in die Emigration ging.

## Leben und Werk
Nikolaus Braun besuchte die Malschule von Arthur Segal in Berlin-Charlottenburg, als dessen wichtigster Schüler er gilt. Sie unternahmen gemeinsam künstlerische Lichtexperimente und ließen sich von dem schwedischen Dadaisten Viking Eggeling anregen. Braun arbeitete dann in Berlin als freischaffender Künstler. Das Berliner Adressbuch weist ihn letztmals 1933 mit der Adresse Berlin-Wilmersdorf, Hindenburgstraße 87 a, als Maler aus. Er verkehrte im Kreis von Künstlern der Avantgarde und war Mitglied der Novembergruppe. Insbesondere war er mit László Moholy-Nagy befreundet. 1923 beteiligte er sich bei Segal u. a. mit El Lissitzky, Moholy-Nagy und Ludwig Mies van der Rohe an einer Diskussionsrunde über Otto Nagels Bild Der Idiot.
Wie Moholy-Nagy war Braun ein früher Licht- und Installationskünstler, wobei er naturheilkundlichen und esoterischen Vorstellungen von den Heilwirkungen von Kunst, insbesondere der Licht- und Farbtherapie, anhing, die er u. a. in einer Glosse in der Zeitschrift Der Sturm beschrieb.
1920 heiratete Braun die jüdisch-deutsche Malerin Anne Ratkowski (1903–1996), die er bei Segal kennengelernt hatte. 1930 wurde ihr Sohn Andreas geboren. Angesichts der zunehmenden Diskriminierung der Juden entschlossen sie sich 1937 zur Emigration. Ihren Sohn konnten sie mit einem Kindertransport nach England schicken. Sie zerstörten einen Teil ihrer Gemälde, die sie nicht einlagern oder mitnehmen konnten und flohen 1938 nach Budapest. Nach ihrer Scheidung ging Anne Ratkowski 1939 nach Belgien. Dort lebte sie bis zum Kriegsende im Untergrund. Braun ging 1949 in die USA, wo er ein Jahr später freiwillig aus dem Leben schied.

## Bildnerische Darstellung Brauns
Unbekannter Urheber: Porträt Nikolaus Braun (Fotografie, 1935; im Bestand der Berlinischen Galerie)

## Selbstrezeption
„Von der Idee ausgehend, den in der konstruktivistischen Plastik konkret gewordenen Form- und Farbelementen der Materie als drittes das Licht hinzuzufügen, gestalte ich meine Plastiken und Lichtreliefs, denen ich als Konkretum das elektrische Licht einfüge, so diesen Gebilden zu einer realen und eigenen Lichtgebung verhelfend.“

## Zeitgenössische Rezeption
„… Braun baut in plastischen Konstruktionen und abstrakten Reliefs Glühbirnen ein, die durch ein verborgenes Uhrwerk wechselseitig angeschaltet werden und so das farbig und blank lackierte, aus halben Röhren, gewellten und prismatischen mehrschichtig und überschneidungsreich komponierte Gebilde in zwiefacher, rhythmisch sich ändernder Beleuchtung und Farbakzentuierung darbietet.“

## Werke (Auswahl)
- Lichtbilder[6][7]
- Berliner Straßenszene (Tafelbild, Öl, 1921; im Bestand der Berlinischen Galerie)[8][9]
- Vorstadtkino (Tafelbild, Öl, nach 1945)[10]

## Ausstellungen
- 1921: Berlin, Antiquariat und Verlagsbuchhandlung Josef Altmann (mit Anneliese Ratkowski)
- 1924: Berlin, Galerie „Der Sturm“ (mit Ludwig Kassák)